# توان (فیلم ۱۹۶۸)
«توان» (انگلیسی: The Power (film)) فیلمی در ژانر مهیج به کارگردانی بایرون هاسکین است که در سال ۱۹۶۸ منتشر شد.

## بازیگران
- جرج همیلتون
- سوزان پلشت
- آلدو ری
- آرتور اوکانل
- باربارا نیکولز
- ارل هالیمن
- گری مریل
- مایکل رنی
- میکو تاکا
- نحمیا پرسوف
- ریچارد کارلسن
- وگن تیلور
- ایوان دکارلو